# 北角衞理小學

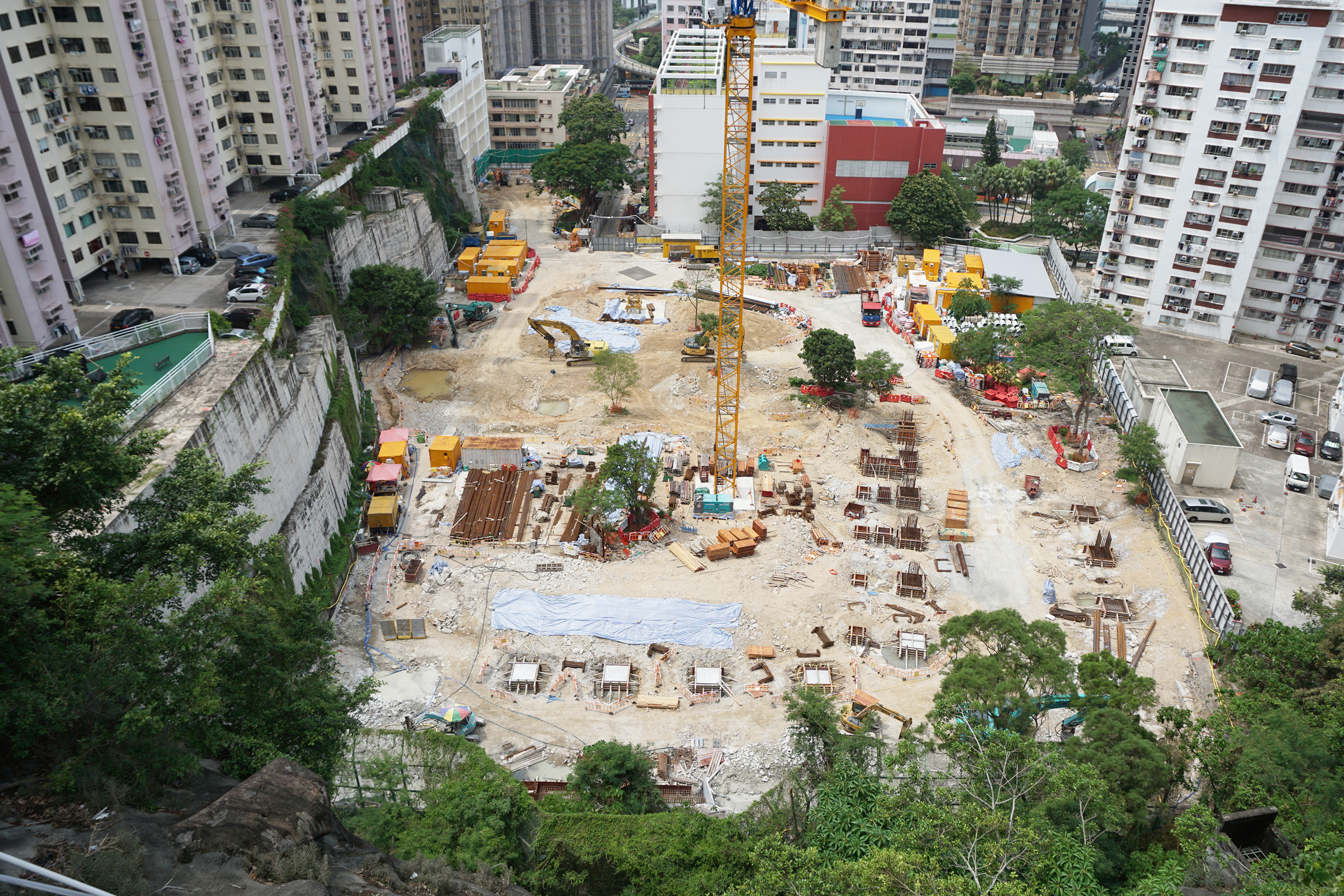
興建新校舍時的地盤，2016年8月

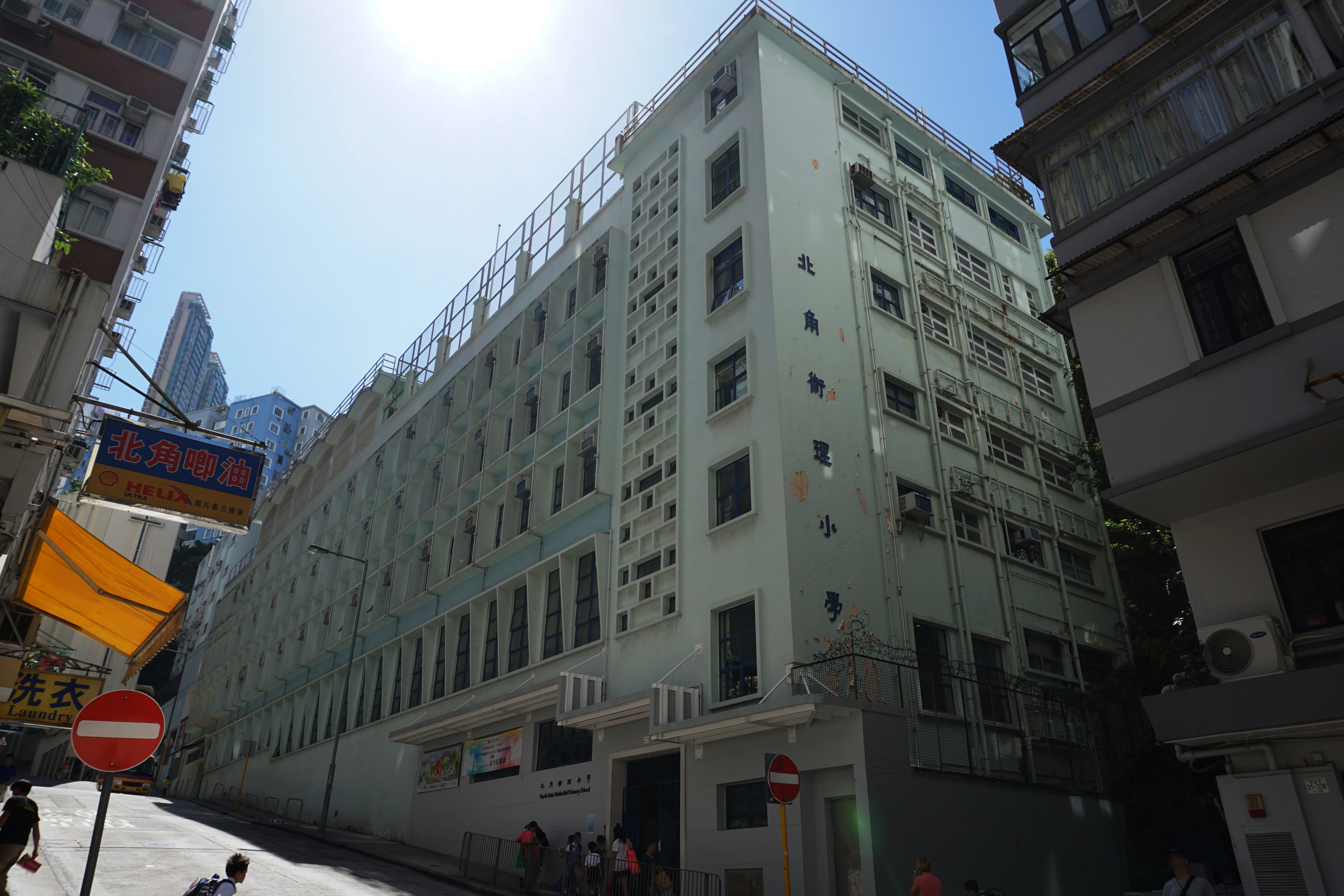
搬遷前位於北角長康街19號（翻新為教大北角教學中心之前的原貌）

北角衞理小學（英語：North Point Methodist Primary School）位於北角百福道2A號，屬於校網14號，是一所資助全日制男女子小學。校訓為「智者不惑，仁者不憂，勇者不懼」。北角衞理小學於1959年落成，曾經為兩所半日制津貼小學，上、下午校共開辦24班。2018年，北角衛理小學改為24班全日制，並遷往北角百福道新校舍現址。

## 校政管理
歷任校監
- ？至1969年：阮郭美德 女士[2]
- 1969年至？：安範德 女士（Louise Avett）[3]
- 梁林開 牧師[4]
- 曾立基 先生

歷任校長
- 1959年至1969年：陳觀裕 女士[2]
- 1969年至？：唐妙卿 女士[3]
- 劉國強 先生
- 梁麗麗 女士（上午校及下午校）[4][5]
- 黃侶詩 女士

歷任副校長
- 鄭文彬 先生
- 黃鳳屏 女士

## 校史
北角衞理小學創立於1959年，曾經以半日制形式辦學過數十載。2018年，北角衛理小學搬遷至北角百福道2A號現址，實行全日制。小學校舍曾經屹立於北角長康街19號的斜坡上，即今天香港教育大學北角教學中心現址。
二十世紀五十年代，香港兒童失學情況嚴重，加上國內大量難民抵港，「中華基督教衞理公會」除覓地建立北角衞理堂外，亦獲政府撥出教會毗鄰長康街一空地作興建小學校舍之用。本地教會撥款加上美國衞理公會婦女宣教部特意捐助七萬五千美元建校及添置設備費，衞理小學校舍終於1959年9月落成。
早在五、六十年代初，小學曾經實行全日制，隨著六十年代香港人口急增，學齡兒童需求大幅增加，小學開辦上下午校，半日制自始實行逾半個世紀，直至2018年遷校為止，重新開辦全日制。

## 著名/傑出校友
- 蘇錦樑：前商務及經濟發展局局長[6]
- 莫乃光：JP，前立法會議員（資訊科技界）[6][7]
- 凌梓維：香港電台第二台節目主持[8]
- 林俊賢：香港男演員[註 1]
- 王菀之：香港女歌手及演員[6]
- 杜如風：香港節目女主持人、製作人及專欄作家
- 林子揚：香港音樂人
- 張彥博：香港男藝人
- 林慧韡（達哥）：香港著名遊戲直播主持（機王）[9]